# Совінко
Совінко (пол. Sowinko) — село в Польщі, у гміні Полянув Кошалінського повіту Західнопоморського воєводства.
Населення — 129 осіб (2011).
У 1975-1998 роках село належало до Кошалінського воєводства.

## Демографія
Демографічна структура станом на 31 березня 2011 року:
|          | Загалом | Допрацездатний вік | Працездатний вік | Постпрацездатний вік |
| -------- | ------- | ------------------ | ---------------- | -------------------- |
| Чоловіки | 76      | 23                 | 43               | 10                   |
| Жінки    | 53      | 14                 | 32               | 7                    |
| Разом    | 129     | 37                 | 75               | 17                   |